# 20e étape du Tour d'Espagne 2022
Pour un article plus général, voir Tour d'Espagne 2022.
La 20e étape du Tour d'Espagne 2022 se déroule le samedi 10 septembre 2022 de Moralzarzal au Puerto de Navacerrada dans la commune de Cercedilla (Communauté de Madrid), sur une distance de 181 km.

## Parcours
Cette ultime étape de haute montagne franchit cinq cols de première ou de deuxième catégorie pour se terminer par l'ascension du Puerto de Navacerrada, col de première catégorie de 10,3 km avec une pente moyenne de 6,8 % suivie par une portion plus plate de plus de 6 kilomètres.

## Déroulement de la course
Les attaques fusent depuis la montée du premier col de l'étape, le Puerto de Navacerrada dont le sommet est situé après 34 km de course. Un groupe de sept coureurs poursuivi par un autre d'une vingtaine d'hommes fait la course devant. Le deux principaux groupes d'attaque finissent par se regrouper et ce sont 24 coureurs qui abordent en tête l'avant-dernière difficulté du jour, le Puerto de Morcuera, col de première catégorie. Lors de cette ascension, le maillot à pois Richard Carapaz (Ineos Grenadiers), Sergio Higuita (Bora Hansgrohe) et Louis Meintjes (Intermarché Wanty Gobert) se retrouvent en tête et franchissent le col ensemble, assurant définitivement le maillot de meilleur grimpeur de Carapaz dans cette Vuelta 2022. Le peloton maillot rouge pointe alors à 1 min 45 s. Le trio Carapaz-Higuita-Meintjes aborde l'ultime col de l'étape et du Tour d'Espagne 2022, le Puerto de Cotos (1e catégorie). Meintjes est rapidement décroché. Dans les derniers hectomètres de cette ascension, Carapaz attaque, distance Higuita et s'isole en tête. Dans le groupe maillot rouge, les premiers du classement général restent ensemble à l'exception de Carlos Rodríguez (Ineos Grenadiers), blessé, qui doit céder du terrain. Le maillot rouge Remco Evenepoel se contente de surveiller Enric Mas et ses principaux adversaires, répondant avec facilité à leurs accélérations. Après le passage de ce col, le dernier secteur plus plat de 6 km voit Richard Carapaz résister au retour du groupe maillot rouge malgré une contre-attaque de Thymen Arensman (Team DSM). L'Équatorien remporte ainsi un troisième succès d'étape sur cette Vuelta et Remco Evenepoel, très ému à l'arrivée, fait un très grand pas vers la victoire finale.

## Résultats

### Classement de l'étape
| \| Classement de l'étape \| Classement de l'étape \| Classement de l'étape \| Classement de l'étape \| Classement de l'étape \| \| Coureur \| Coureur \| Pays \| Équipe \| Temps \| \| --------------------- \| --------------------- \| --------------------- \| ---------------------------------- \| --------------------- \| \| 1er \| Richard Carapaz \| Équateur \| Ineos Grenadiers \| 4 h 41 min 34 s \| \| 2e \| Thymen Arensman \| Pays-Bas \| Team DSM \| + 8 s \| \| 3e \| Juan Ayuso \| Espagne \| UAE Team Emirates \| + 13 s \| \| 4e \| Jai Hindley \| Australie \| Bora-Hansgrohe \| + 13 s \| \| 5e \| Enric Mas \| Espagne \| Movistar Team \| + 13 s \| \| 6e \| Remco Evenepoel \| Belgique \| Quick-Step Alpha Vinyl \| + 15 s \| \| 7e \| Louis Meintjes \| Afrique du Sud \| Intermarché-Wanty-Gobert Matériaux \| + 15 s \| \| 8e \| Miguel Ángel López \| Colombie \| Astana Qazaqstan Team \| + 15 s \| \| 9e \| João Almeida \| Portugal \| UAE Team Emirates \| + 17 s \| \| 10e \| Sergio Higuita \| Colombie \| Bora-Hansgrohe \| + 32 s \| |                    |                |                                    |                 |
| |                    |                |                                    |                 |
| Source : ProCyclingStats |                    |                |                                    |                 |
| Classement de l'étape |                    |                |                                    |                 |
| Coureur | Coureur            | Pays           | Équipe                             | Temps           |
| 1er | Richard Carapaz    | Équateur       | Ineos Grenadiers                   | 4 h 41 min 34 s |
| 2e | Thymen Arensman    | Pays-Bas       | Team DSM                           | + 8 s           |
| 3e | Juan Ayuso         | Espagne        | UAE Team Emirates                  | + 13 s          |
| 4e | Jai Hindley        | Australie      | Bora-Hansgrohe                     | + 13 s          |
| 5e | Enric Mas          | Espagne        | Movistar Team                      | + 13 s          |
| 6e | Remco Evenepoel    | Belgique       | Quick-Step Alpha Vinyl             | + 15 s          |
| 7e | Louis Meintjes     | Afrique du Sud | Intermarché-Wanty-Gobert Matériaux | + 15 s          |
| 8e | Miguel Ángel López | Colombie       | Astana Qazaqstan Team              | + 15 s          |
| 9e | João Almeida       | Portugal       | UAE Team Emirates                  | + 17 s          |
| 10e | Sergio Higuita     | Colombie       | Bora-Hansgrohe                     | + 32 s          |

## Classements à l'issue de l'étape

### Classement général
| \| Classement général \| Classement général \| Classement général \| Classement général \| Classement général \| \| Coureur \| Coureur \| Pays \| Équipe \| Temps \| \| ------------------ \| ------------------ \| ------------------ \| ---------------------- \| ------------------ \| \| 1er \| Remco Evenepoel \| Belgique \| Quick-Step Alpha Vinyl \| 78 h 00 min 12 s \| \| 2e \| Enric Mas \| Espagne \| Movistar Team \| + 2 min 05 s \| \| 3e \| Juan Ayuso \| Espagne \| UAE Team Emirates \| + 5 min 08 s \| \| 4e \| Miguel Ángel López \| Colombie \| Astana Qazaqstan Team \| + 5 min 56 s \| \| 5e \| João Almeida \| Portugal \| UAE Team Emirates \| + 7 min 16 s \| \| 6e \| Thymen Arensman \| Pays-Bas \| Team DSM \| + 7 min 56 s \| \| 7e \| Carlos Rodríguez \| Espagne \| Ineos Grenadiers \| + 7 min 57 s \| \| 8e \| Ben O'Connor \| Australie \| AG2R Citroën Team \| + 10 min 30 s \| \| 9e \| Rigoberto Urán \| Colombie \| EF Education-EasyPost \| + 11 min 04 s \| \| 10e \| Jai Hindley \| Australie \| Bora-Hansgrohe \| + 12 min 01 s \| |                    |           |                        |                  |
| |                    |           |                        |                  |
| Source : ProCyclingStats |                    |           |                        |                  |
| Classement général |                    |           |                        |                  |
| Coureur | Coureur            | Pays      | Équipe                 | Temps            |
| 1er | Remco Evenepoel    | Belgique  | Quick-Step Alpha Vinyl | 78 h 00 min 12 s |
| 2e | Enric Mas          | Espagne   | Movistar Team          | + 2 min 05 s     |
| 3e | Juan Ayuso         | Espagne   | UAE Team Emirates      | + 5 min 08 s     |
| 4e | Miguel Ángel López | Colombie  | Astana Qazaqstan Team  | + 5 min 56 s     |
| 5e | João Almeida       | Portugal  | UAE Team Emirates      | + 7 min 16 s     |
| 6e | Thymen Arensman    | Pays-Bas  | Team DSM               | + 7 min 56 s     |
| 7e | Carlos Rodríguez   | Espagne   | Ineos Grenadiers       | + 7 min 57 s     |
| 8e | Ben O'Connor       | Australie | AG2R Citroën Team      | + 10 min 30 s    |
| 9e | Rigoberto Urán     | Colombie  | EF Education-EasyPost  | + 11 min 04 s    |
| 10e | Jai Hindley        | Australie | Bora-Hansgrohe         | + 12 min 01 s    |

| Classement par points | Classement par points | Classement par points | Classement par points  | Classement par points |
| Coureur               | Coureur               | Pays                  | Équipe                 | Points                |
| --------------------- | --------------------- | --------------------- | ---------------------- | --------------------- |
| 1er                   | Mads Pedersen         | Danemark              | Trek-Segafredo         | 379 pts               |
| 2e                    | Fred Wright           | Royaume-Uni           | Bahrain Victorious     | 174 pts               |
| 3e                    | Remco Evenepoel       | Belgique              | Quick-Step Alpha Vinyl | 133 pts               |
| 4e                    | Marc Soler            | Espagne               | UAE Team Emirates      | 133 pts               |
| 5e                    | Enric Mas             | Espagne               | Movistar Team          | 118 pts               |
| 6e                    | Danny van Poppel      | Pays-Bas              | Bora-Hansgrohe         | 92 pts                |
| 7e                    | Richard Carapaz       | Équateur              | Ineos Grenadiers       | 90 pts                |
| 8e                    | Pascal Ackermann      | Allemagne             | UAE Team Emirates      | 86 pts                |
| 9e                    | Ander Okamika         | Espagne               | Burgos-BH              | 67 pts                |
| 10e                   | Juan Ayuso            | Espagne               | UAE Team Emirates      | 67 pts                |

| Classement par points | Classement par points | Classement par points | Classement par points  | Classement par points |
| Coureur               | Coureur               | Pays                  | Équipe                 | Points                |
| --------------------- | --------------------- | --------------------- | ---------------------- | --------------------- |
| 1er                   | Mads Pedersen         | Danemark              | Trek-Segafredo         | 379 pts               |
| 2e                    | Fred Wright           | Royaume-Uni           | Bahrain Victorious     | 174 pts               |
| 3e                    | Remco Evenepoel       | Belgique              | Quick-Step Alpha Vinyl | 133 pts               |
| 4e                    | Marc Soler            | Espagne               | UAE Team Emirates      | 133 pts               |
| 5e                    | Enric Mas             | Espagne               | Movistar Team          | 118 pts               |
| 6e                    | Danny van Poppel      | Pays-Bas              | Bora-Hansgrohe         | 92 pts                |
| 7e                    | Richard Carapaz       | Équateur              | Ineos Grenadiers       | 90 pts                |
| 8e                    | Pascal Ackermann      | Allemagne             | UAE Team Emirates      | 86 pts                |
| 9e                    | Ander Okamika         | Espagne               | Burgos-BH              | 67 pts                |
| 10e                   | Juan Ayuso            | Espagne               | UAE Team Emirates      | 67 pts                |

| Classement de la montagne | Classement de la montagne | Classement de la montagne | Classement de la montagne | Classement de la montagne |
| Coureur                   | Coureur                   | Pays                      | Équipe                    | Points                    |
| ------------------------- | ------------------------- | ------------------------- | ------------------------- | ------------------------- |
| 1er                       | Richard Carapaz           | Équateur                  | Ineos Grenadiers          | 73 pts                    |
| 2e                        | Robert Stannard           | Australie                 | Alpecin-Deceuninck        | 36 pts                    |
| 3e                        | Enric Mas                 | Espagne                   | Movistar Team             | 28 pts                    |
| 4e                        | Thymen Arensman           | Pays-Bas                  | Team DSM                  | 23 pts                    |
| 5e                        | Remco Evenepoel           | Belgique                  | Quick-Step Alpha Vinyl    | 23 pts                    |
| 6e                        | Marc Soler                | Espagne                   | UAE Team Emirates         | 23 pts                    |
| 7e                        | Sergio Higuita            | Colombie                  | Bora-Hansgrohe            | 18 pts                    |
| 8e                        | Miguel Ángel López        | Colombie                  | Astana Qazaqstan Team     | 17 pts                    |
| 9e                        | Jimmy Janssens            | Belgique                  | Alpecin-Deceuninck        | 17 pts                    |
| 10e                       | Rubén Fernández           | Espagne                   | Cofidis                   | 15 pts                    |

| Classement de la montagne | Classement de la montagne | Classement de la montagne | Classement de la montagne | Classement de la montagne |
| Coureur                   | Coureur                   | Pays                      | Équipe                    | Points                    |
| ------------------------- | ------------------------- | ------------------------- | ------------------------- | ------------------------- |
| 1er                       | Richard Carapaz           | Équateur                  | Ineos Grenadiers          | 73 pts                    |
| 2e                        | Robert Stannard           | Australie                 | Alpecin-Deceuninck        | 36 pts                    |
| 3e                        | Enric Mas                 | Espagne                   | Movistar Team             | 28 pts                    |
| 4e                        | Thymen Arensman           | Pays-Bas                  | Team DSM                  | 23 pts                    |
| 5e                        | Remco Evenepoel           | Belgique                  | Quick-Step Alpha Vinyl    | 23 pts                    |
| 6e                        | Marc Soler                | Espagne                   | UAE Team Emirates         | 23 pts                    |
| 7e                        | Sergio Higuita            | Colombie                  | Bora-Hansgrohe            | 18 pts                    |
| 8e                        | Miguel Ángel López        | Colombie                  | Astana Qazaqstan Team     | 17 pts                    |
| 9e                        | Jimmy Janssens            | Belgique                  | Alpecin-Deceuninck        | 17 pts                    |
| 10e                       | Rubén Fernández           | Espagne                   | Cofidis                   | 15 pts                    |

| Classement du meilleur jeune | Classement du meilleur jeune | Classement du meilleur jeune | Classement du meilleur jeune | Classement du meilleur jeune |
| Coureur                      | Coureur                      | Pays                         | Équipe                       | Temps                        |
| ---------------------------- | ---------------------------- | ---------------------------- | ---------------------------- | ---------------------------- |
| 1er                          | Remco Evenepoel              | Belgique                     | Quick-Step Alpha Vinyl       | 78 h 00 min 12 s             |
| 2e                           | Juan Ayuso                   | Espagne                      | UAE Team Emirates            | + 5 min 08 s                 |
| 3e                           | João Almeida                 | Portugal                     | UAE Team Emirates            | + 7 min 16 s                 |
| 4e                           | Thymen Arensman              | Pays-Bas                     | Team DSM                     | + 7 min 56 s                 |
| 5e                           | Carlos Rodríguez             | Espagne                      | Ineos Grenadiers             | + 7 min 57 s                 |
| 6e                           | Gino Mäder                   | Suisse                       | Bahrain Victorious           | + 51 min 53 s                |
| 7e                           | Sergio Higuita               | Colombie                     | Bora-Hansgrohe               | + 1 h 00 min 51 s            |
| 8e                           | José Félix Parra             | Espagne                      | Equipo Kern Pharma           | + 1 h 04 min 50 s            |
| 9e                           | Clément Champoussin          | France                       | AG2R Citroën Team            | + 1 h 24 min 27 s            |
| 10e                          | Edoardo Zambanini            | Italie                       | Bahrain Victorious           | + 1 h 31 min 51 s            |

| Classement du meilleur jeune | Classement du meilleur jeune | Classement du meilleur jeune | Classement du meilleur jeune | Classement du meilleur jeune |
| Coureur                      | Coureur                      | Pays                         | Équipe                       | Temps                        |
| ---------------------------- | ---------------------------- | ---------------------------- | ---------------------------- | ---------------------------- |
| 1er                          | Remco Evenepoel              | Belgique                     | Quick-Step Alpha Vinyl       | 78 h 00 min 12 s             |
| 2e                           | Juan Ayuso                   | Espagne                      | UAE Team Emirates            | + 5 min 08 s                 |
| 3e                           | João Almeida                 | Portugal                     | UAE Team Emirates            | + 7 min 16 s                 |
| 4e                           | Thymen Arensman              | Pays-Bas                     | Team DSM                     | + 7 min 56 s                 |
| 5e                           | Carlos Rodríguez             | Espagne                      | Ineos Grenadiers             | + 7 min 57 s                 |
| 6e                           | Gino Mäder                   | Suisse                       | Bahrain Victorious           | + 51 min 53 s                |
| 7e                           | Sergio Higuita               | Colombie                     | Bora-Hansgrohe               | + 1 h 00 min 51 s            |
| 8e                           | José Félix Parra             | Espagne                      | Equipo Kern Pharma           | + 1 h 04 min 50 s            |
| 9e                           | Clément Champoussin          | France                       | AG2R Citroën Team            | + 1 h 24 min 27 s            |
| 10e                          | Edoardo Zambanini            | Italie                       | Bahrain Victorious           | + 1 h 31 min 51 s            |

| Classement par équipes | Classement par équipes | Classement par équipes | Classement par équipes |
| Équipe                 | Équipe                 | Pays                   | Temps                  |
| ---------------------- | ---------------------- | ---------------------- | ---------------------- |
| 1re                    | UAE Team Emirates      | Émirats arabes unis    | 233 h 16 min 44 s      |
| 2e                     | Ineos Grenadiers       | Royaume-Uni            | + 55 min 13 s          |
| 3e                     | Movistar Team          | Espagne                | + 1 h 16 min 41 s      |
| 4e                     | Bahrain Victorious     | Bahreïn                | + 1 h 17 min 36 s      |
| 5e                     | Astana Qazaqstan Team  | Kazakhstan             | + 1 h 33 min 56 s      |
| 6e                     | Bora-Hansgrohe         | Allemagne              | + 1 h 37 min 58 s      |
| 7e                     | Jumbo-Visma            | Pays-Bas               | + 2 h 11 min 40 s      |
| 8e                     | EF Education-EasyPost  | États-Unis             | + 2 h 25 min 25 s      |
| 9e                     | Groupama-FDJ           | France                 | + 2 h 33 min 26 s      |
| 10e                    | Quick-Step Alpha Vinyl | Belgique               | + 2 h 46 min 36 s      |

| Classement par équipes | Classement par équipes | Classement par équipes | Classement par équipes |
| Équipe                 | Équipe                 | Pays                   | Temps                  |
| ---------------------- | ---------------------- | ---------------------- | ---------------------- |
| 1re                    | UAE Team Emirates      | Émirats arabes unis    | 233 h 16 min 44 s      |
| 2e                     | Ineos Grenadiers       | Royaume-Uni            | + 55 min 13 s          |
| 3e                     | Movistar Team          | Espagne                | + 1 h 16 min 41 s      |
| 4e                     | Bahrain Victorious     | Bahreïn                | + 1 h 17 min 36 s      |
| 5e                     | Astana Qazaqstan Team  | Kazakhstan             | + 1 h 33 min 56 s      |
| 6e                     | Bora-Hansgrohe         | Allemagne              | + 1 h 37 min 58 s      |
| 7e                     | Jumbo-Visma            | Pays-Bas               | + 2 h 11 min 40 s      |
| 8e                     | EF Education-EasyPost  | États-Unis             | + 2 h 25 min 25 s      |
| 9e                     | Groupama-FDJ           | France                 | + 2 h 33 min 26 s      |
| 10e                    | Quick-Step Alpha Vinyl | Belgique               | + 2 h 46 min 36 s      |

## Abandons
Aucun abandon.